# Мачон, Мартин
Марти́н Алеха́ндро Мачо́н Ге́рра (исп. Martín Alejandro Machón Guerra; 4 февраля 1973, Санта-Катарина-Пинула, Гватемала) — гватемальский футболист, полузащитник. Выступал за сборную Гватемалы.

## Биография

### Клубная карьера
Мачон дебютировал в чемпионате Гватемалы в составе клуба «Галькаса» в сезоне 1990/91, забив дважды в своём первом матче против «Шелаху». В 1992 году он перешёл в клуб «Аурора», в составе которого впервые стал чемпионом страны в сезоне 1992/93.
В 1993 году проходил просмотр в клубе испанской Сегунды «Бадахос».
В 1994 году Мачон перешёл в «Комуникасьонес», где ещё дважды выиграл чемпионат Гватемалы в сезонах 1994/95 и 1996/97.
10 февраля 1997 года Мачон подписал многолетний контракт с клубом MLS «Лос-Анджелес Гэлакси», став вторым гватемальцем в истории высшей лиги США после Хорхе Родаса. В MLS дебютировал 29 марта 1997 года в матче против «Ди Си Юнайтед». 15 июня 1997 года в матче против «Тампа-Бэй Мьютини» забил свой первый гол в MLS. 17 мая 1998 года в матче против «Коламбус Крю» оформил хет-трик. Принял участие в Матче всех звёзд MLS 1998. В сезоне 1998 помог «Гэлакси» выиграть регулярный чемпионат MLS. За два сезона в составе клуба забил 10 голов и отдал 20 голевых передач в 61 матче.
В декабре 1998 года Мачон перешёл в клуб чемпионата Мексики «Сантос Лагуна», где играл в течение года.
Перезаключив контракт с MLS, 6 февраля 2000 года на Супердрафте MLS Мачон был выбран во втором раунде под общим 17-м номером клубом «Майами Фьюжн». Дебютировал за «Фьюжн» 26 марта 2000 года в матче против «Метростарз», отметившись голевой передачей. 27 мая 2000 года в матче против «Коламбус Крю» забил свой первый гол за «Фьюжн». Всего в сезоне MLS 2000 забил два гола и отдал 16 голевых передач в 24 матчах.
В 2001 году Мачон вернулся в «Комуникасьонес», где стал чемпионом Гватемалы в клаусуре 2001.
В 2002 году Мачон во второй раз стал игроком мексиканского клуба, перейдя в «Атлас».
В 2003 году Мачон вновь вернулся в «Комуникасьонес», где стал чемпионом Гватемалы в клаусуре 2003. Весь сезон 2004/05 и часть апертуры 2005 он пропустил из-за травмы колена. Мачон завершил карьеру по окончании апертуры 2006.

### Международная карьера
За сборную Гватемалы Мачон дебютировал 24 мая 1992 года в товарищеском матче со сборной Эквадора. В составе национальной сборной участвовал в Золотых кубках КОНКАКАФ 1996, 1998, 2000 и 2003. В последний раз за сборную Гватемалы сыграл 19 февраля 2006 года в товарищеском матче со сборной США. В общей сложности за сборную сыграл 60 матчей, забив в них пять голов.

### Постспортивная деятельность
Мачон возглавлял Главное управление физического воспитания Министерства образования Гватемалы. В 2014 году занимал пост президента Совета по спорту и рекреации Центральноамериканского перешейка.
3 февраля 2021 года Мачон вошёл в тренерский штаб клуба «Антигуа» в качестве ассистента главного тренера. В 2022—2023 годах являлся спортивным директором «Антигуа», покинув клуб после его поражения в финале клаусуры 2023.

## Достижения
Командные
 «Аурора»
- Чемпион Гватемалы: 1992/93

 «Комуникасьонес»
- Чемпион Гватемалы: 1994/95, 1996/97, клаусура 2001, клаусура 2003

 «Лос-Анджелес Гэлакси»
- Победитель регулярного чемпионата MLS: 1998

Личные
- Участник Матча всех звёзд MLS: 1998